# Hector Barbossa
Hector Barbossa, meglio noto come Capitan Barbossa, è un personaggio immaginario della saga cinematografica Pirati dei Caraibi interpretato dall'attore Geoffrey Rush. È uno dei personaggi principali della serie e compare in tutti gli episodi (sebbene nel secondo film la sua presenza si riduca ad un breve cameo nella scena finale della pellicola).
Rappresenta il lato oscuro di Jack Sparrow, del quale è il principale antagonista nel primo film, La maledizione della prima luna; nei seguenti episodi assume un ruolo meno definito, presentandosi occasionalmente come alleato ma pur sempre rivale per Jack, indossando dunque le vesti di un antieroe.
IGN ha classificato Barbossa al 13º posto nella classifica dei migliori 15 cattivi delle opere di fantasia.
Geoffrey Rush ha definito il sacrificio di Barbossa avvenuto nel quinto film come «una conclusione gradevole e definitiva al viaggio di redenzione del personaggio». Ha perciò dichiarato di non volerlo reinterpretare in un potenziale seguito, non escludendo però la possibilità di «ricomparire in un breve cameo sotto forma di fantasma allo scopo di infastidire Jack con la sua saggezza».

## Caratteristiche

### Aspetto e nome
Hector Barbossa ha i capelli castani, con il tempo diventati di colore grigio scuro, lunghi fino alle spalle e parzialmente sciolti; dietro ha una sottile treccia che finisce sotto una bandana color verde scuro. Il suo viso è cosparso da lentiggini e rughe, mentre sullo zigomo destro ha una profonda cicatrice, ottenuta durante un combattimento. Ha gli occhi azzurri, ingialliti col tempo, i denti marci e le unghie annerite, proprio come un vero pirata. Porta una barba ispida bionda/castana che cade fino alla base del collo. Il suo pezzo da otto è un occhio di legno custodito da un membro della ciurma, Ragetti. La sua scimmietta di nome Jack, che lo accompagna sempre, tenta invano di restituirgli l'occhio rubandolo incessantemente a Ragetti. Il suo braccio destro reca un tatuaggio raffigurante la costellazione del tridente di Poseidone presente sulla copertina del diario di Galileo Galilei, oggetto che lasciò alla figlia Carina prima di abbandonarla in un orfanotrofio. Nel quarto episodio, dopo essersi amputato la gamba destra per sfuggire alla cattura di Barbanera, Hector sostituisce il suo arto mancante con una gamba di legno al cui interno tiene segretamente del rum. Nei primi tre film Barbossa indossa sempre gli stessi vestiti: un cappello nero adorno di piume di struzzo blu al quale tiene molto, un grande anello raffigurante una testa di leone e un cappotto nero con bottoni, fabbricato con l'argento degli Inca. La sua pistola, invece, apparteneva ad un pirata spagnolo che ha ucciso in duello.
Nel quarto film, nel breve periodo in cui lavora per Re Giorgio II, Hector indossa la divisa da ufficiale della marina inglese per poi, una volta preso il posto di Barbanera come capitano della Queen Anne's Revenge, riprendere i suoi vecchi abiti da pirata. Nel giro di pochi anni, tuttavia, Hector, grazie alla spada magica ottenuta dopo l'uccisione di Barbanera, riesce a diventare il pirata più potente e agiato dei sette mari. È per questa ragione che, nel quinto capitolo, Barbossa, per fare sfoggio del suo potere e della sua ricchezza, sostituisce i suoi abiti originali con una sfarzosa parrucca. Inoltre, al posto della sua vecchia gamba di legno, ne acquista una d'oro. Il suo simbolo, infine, è il Jolly Roger, spesso raffigurato sulla bandiera della sua nave.

Il Jolly Roger di Hector Barbossa nel primo film. Storicamente la bandiera era del pirata Calico Jack

Alcune di queste informazioni sono rivelate in Pirates of the Caribbean: The Visual Guide.
Il nome Hector non viene mai pronunciato nei primi due episodi (tant'è vero che il pirata viene chiamato per nome per la prima volta da Jack Sparrow nello Scrigno di Davy Jones solamente nel terzo film) ma viene rivelato nella sezione dei contenuti speciali dell'edizione in DVD, all'interno della quale gli autori spiegano che il cognome sia derivato dal pirata Barbarossa; inoltre, il cognome Barbossa in italiano rispecchia alla perfezione la natura della maledizione di cui è schiavo nel primo film. Gli sceneggiatori Terry Rossio e Ted Elliott hanno rivelato che Johnny Depp, attore che interpreta Jack Sparrow, è stato di grande aiuto per l'ideazione del personaggio di Hector.

### Personalità
Fiducioso, persuasivo, astuto e spietato, Hector Barbossa unisce l'esperienza a un'audacia quasi sconsiderata. Pirata nobile del Mar Caspio, rappresenta una sorta di eterno amico-rivale di Jack Sparrow, benché nel primo film si presenti come il suo più acerrimo nemico. Barbossa divenne un pirata a causa del suo desiderio di elevare il suo status sociale e la sua avidità di ricchezza e potere, ma non per vivere la vita avventurosa di un pirata come Jack. Padrone del proprio fato, Hector è un pirata che non conosce compromessi. Si considera un gentiluomo dei mari e può comportarsi educatamente se lo desidera; ha una certa eloquenza che usa spesso a suo vantaggio. Nonostante sia cupo e ruvido, Barbossa ha un talento per l'umorismo secco. Non ha paura di affrontare alcun tipo di pericolo, ma è soprattutto molto sveglio e intelligente: quando si tratta di dare consigli, i suoi sono sempre tra i più saggi. Al suo peggio sa essere crudele, scaltro, manipolatore e sanguinario. Spesso rivolge gli accordi a suo favore, ma tuttavia afferma di avere una natura misericordiosa e un senso del fair play, sebbene questo sia solo un esempio del suo morboso senso dell'umorismo. Tuttavia, non è completamente senza onore; ha affermato di essere un uomo di parola e ha sfidato il Re dei Pirati quando gli è stato detto di non liberare Calypso, al fine di mantenere la sua promessa di liberarla. Essendo vanitoso, Barbossa ama indossare abiti eleganti e si diverte a mettersi in scena e tenere discorsi potenti, ad esempio nella grotta di Isla de Muerta o al Consiglio della Fratellanza.
La relazione di Barbossa con Sparrow è complicata. Ha guidato l'ammutinamento contro Jack, diventando il capitano della Perla Nera, ma ha anche aiutato a salvare Jack dallo scrigno di Davy Jones. Jack è anche uno dei pochi che chiama Barbossa con il suo nome "Hector", implicando un'amicizia prima dell'ammutinamento di Barbossa. Sebbene quest'ultimo può essere vendicativo, in particolare mostrato dalla sua ossessione per la sua vendetta su Barbanera, non sembra avere un grande rancore nei confronti di Jack. Questo può essere notato da Barbossa sottolineando casualmente che gli aveva sparato mentre erano nello scrigno di Davy Jones, ma non aveva tentato di fare del male a Jack per averlo fatto, anche dopo che erano tornati nel mondo dei mortali. Anche dopo tutto quello che hanno passato, Barbossa è segretamente un ammiratore delle incredibili fughe di Jack. Qualche tempo dopo il suo primo ammutinamento sulla Perla Nera, Barbossa tenne un cebo cappuccino, beffardamente chiamato "Jack" in onore del suo vecchio capitano, come suo animale domestico e si è preso cura di lui. 
È un maestro marinaio, con eccellenti capacità di navigazione, e uno stratega in grado di pianificare in anticipo. Queste abilità non solo gli danno molti vantaggi nella sua vita da pirata, ma guadagnano anche molto rispetto sia tra i suoi subordinati che tra i suoi nemici; queste abilità, unite alle sue eccezionali capacità di combattimento, furono infatti la ragione per cui Barbossa riuscì a sopravvivere a una vita di pirateria per diversi decenni e contribuirono alla sua reputazione e alla sua posizione di alto rango durante questo periodo. 
Barbossa è un abile spadaccino, alludendo a una vita di esperienza, e si dimostra in grado di resistere a numerosi nemici contemporaneamente. Barbossa ha uno stile di combattimento controllato e difensivo; normalmente tenta di vincere unendo le sue forze senza lasciarsi abbattere. Perciò, quando è in battaglia, preferisce combattere nelle retrovie e comandare i suoi subordinati da una posizione sicura. Inoltre, la cosa che lo contraddistingue da chiunque altro durante gli scontri, è certamente la serenità mantenuta, sovente accompagnata da una risata potente, sguaiata e altisonante. Tuttavia, quando è costretto al duello, è un nemico mortale. Tuttavia, il suo stile di combattimento è anche piuttosto sporco e subdolo. Prima di sfidare il pirata Barbanera, Barbossa ha avvelenato la sua spada, dicendo che non era abbastanza sciocco da combattere Barbanera senza un "vantaggio velenoso". Durante il suo duello con Barbanera, Barbossa usò anche la sua stampella come arma in battaglia, brandendola insieme alla sua spada contro Barbanera. È anche un tiratore scelto ed esperto con la pistola.
Proprio come Jack Sparrow, anche Barbossa tiene molto alla Perla Nera e fa di tutto pur di sottrarla al rivale. Barbossa vede nella Perla Nera l'unica nave importante nella sua vita e quindi di essere il migliore dei due a essere il capitano della nave. L'attaccamento alla Perla è molto sottolineato nel quarto film, dove Barbossa è pronto a tutto pur di uccidere il terribile pirata Barbanera, colpevole di avergli sottratto la nave (e la gamba). Infatti, quando si ritrova contro tale avversario, Barbossa lo infilza con la sua spada alle spalle, cosa impensabile per un autoproclamato uomo d'onore, dedicando la vendetta alla nave ormai perduta. Come quasi ogni pirata, inoltre, Barbossa ha una cattiva igiene personale e un'insaziabile sete di rum. È anche molto ghiotto di mele verdi, frutto che gli ricorda la sua infanzia trascorsa nelle campagne circostanti la città di Bristol.
Nel corso della saga il personaggio di Hector subisce diverse modifiche. Mentre nel primo film rappresenta l'antagonista principale della storia, uno spietato pirata che sta disperatamente cercando di liberarsi della maledizione di cui è schiavo, nel terzo film, dopo essere stato resuscitato grazie ai poteri soprannaturali della sacerdotessa voodoo Tia Dalma, diventa una sorta di politico che, una volta riunito il Consiglio della Fratellanza, cerca di mettere d'accordo i nove pirati nobili sulla soluzione migliore per affrontare in modo vincente il nemico comune: Beckett. Nel quarto film, Barbossa diventa un corsaro della marina inglese al servizio di Re Giorgio II che, sotto la protezione della corona, vuole solamente vendicarsi di Barbanera. Nel quinto film della saga, infine, Hector è diventato un pirata molto ricco e potente che si ritrova al comando di una flotta composta da oltre dieci navi e che è disposto a tutto pur di salvare i propri affari, anche di collaborare con Salazar. Tuttavia, alla fine del film, Hector, nell'atto eroico di salvare, a costo della propria vita, la figlia, che dopo la morte della moglie aveva abbandonato in un orfanotrofio, si dimostra essere una persona premurosa e sentimentale.

## Biografia del personaggio

### Primi anni
Poco si sa della gioventù di Hector Barbossa, come del resto di quella di ogni altro personaggio della saga. Geoffrey Rush, attore che interpreta il personaggio, tuttavia, ha provato ad immaginare il suo passato.
Barbossa nacque intorno agli anni 1660 nel West Country - in Inghilterra - nelle campagne circostanti la città portuale di Bristol, e trascorse la sua infanzia in una famiglia estremamente povera ma di nobili origini sotto la tutela di un padre violento. Così, all'età di 13 anni, Hector scappò di casa per farsi una vita propria. Affascinato dal mare, decise di diventare marinaio e, nell'osservare i comportamenti degli ufficiali, cominciò a maturare quel desiderio che si sarebbe portato dietro per tutti i suoi anni di vivere nel lusso, proprio come un vero signore. Inizialmente Hector era un uomo retto e onesto ma, in seguito, rendendosi conto che avrebbe potuto vivere molto meglio da fuorilegge, decise di darsi alla pirateria. Il suo cognome fa presumere che avesse origine italiana, spagnola o portoghese, mentre il suo nome potrebbe far pensare ad origini ispaniche.

### Pirates of the Caribbean: The Price of Freedom
Una volta abbandonatosi alla vita da fuorilegge, Hector diventò il capitano di una piccola nave chiamata Cobra. Dopo aver saccheggiato un brigantino francese carico d'avorio, la nave di Barbossa fu attaccata e affondata da un altro vascello pirata, nelle acque a nord delle Bermuda. In quest'occasione Barbossa rischiò di disperdersi in mare, ma fortunatamente fu salvato da due membri della sua ciurma, Pintel e Ragetti. Due mesi dopo Barbossa e i suoi uomini furono portati da Don Rafael (all'epoca, il pirata nobile del Mar dei Caraibi) alla Baia dei Relitti, dove conobbe per la prima volta Jack Sparrow, il quale, qualche tempo dopo, scoprì quale nave aveva affondato il Cobra: si trattava del Koldunya, la nave di Boris Palachnik, il pirata nobile del Mar Caspio e vecchio amico di Barbossa. Così, su volere di Edward Teague, il quale riteneva che l'accaduto non rispettasse il Codice dei Pirati, si riunì alla Baia dei Relitti il Consiglio della Fratellanza, al quale fu convocato anche Davy Jones, capitano dell'Olandese Volante e signore del mare, che confermò la colpevolezza di Boris, il quale fu dunque catturato e, consapevole della sua imminente ed inequivocabile condanna all'impiccagione, decise di cedere al suo vecchio amico Barbossa, venuto incredulo a fargli visita in prigione, il titolo di pirata nobile del Mar Caspio e il suo pezzo da otto. Tuttavia, a quel tempo, non conoscendo il significato dei nove pezzi da otto, Barbossa decise di consegnarlo ad uno dei suoi subordinati, Ragetti.
Queste informazioni vengono rivelate nel romanzo Pirates of the Caribbean: The Price of Freedom della scrittrice statunitense Ann Carol Crispin.

### Pirates of the Caribbean: Legends of the Brethren Court
Cinque anni dopo, Hector, mentre si trovava a Tortuga, si unì alla ciurma della Perla Nera capitanata da Jack Sparrow; Barbossa fu nominato primo ufficiale della nave e salpò da Tortuga verso l'Estremo Oriente, incaricato da Tia Dalma di trovare insieme a Jack l'Oro Ombra (Shadow Gold), un elisir magico fonte del potere occulto e sovrannaturale del feroce pirata Henry Morgan, un malvagio alchimista in cerca di vendetta sul Consiglio della Fratellanza noto come Lord Ombra (Shadow Lord). Sparrow e Barbossa viaggiarono in cerca delle sette fiale di Oro Ombra per il mondo intero, braccati dalla Compagnia inglese delle Indie Orientali e dalla misteriosa flotta del Lord Ombra. Alla fine, però, in un'epica battaglia navale, i due riuscirono a sconfiggere lo scellerato alchimista con l'aiuto della Fratellanza e dei pirati nobili.
Queste informazioni vengono rivelate nella raccolta di romanzi Pirates of the Caribbean: Legends of the Brethren Court pubblicata da Rob Kidd.

#### L'ammutinamento e la maledizione
Per i due successivi anni Barbossa continuò a mantenere le vesti di primo ufficiale sulla nave di Sparrow. Tuttavia l'intesa tra i due pirati non era destinata a durare a lungo: il tradimento di Hector non tardò a manifestarsi nel corso di un'impresa volta al reperimento dell'arcaico tesoro azteco di Hernán Cortés, sepolto - secondo antiche dicerie - sulla recondita Isla de Muerta. Era infatti solamente il terzo giorno di navigazione quando Barbossa riuscì a estorcere a Jack le coordinate dell'isola e, dopo aver guidato un ammutinamento, a diventare il capitano della nave. Abbandonato Sparrow a morire su un'isola deserta, Hector si impadronì del tesoro azteco, ignaro della maledizione che su di esso gravava, a causa della quale lui e la sua ciurma furono condannati a un'esistenza da non-morti. A causa di tale maledizione, alla luce della luna apparivano come scheletri vivi ricoperti di carne fantasma, condannati a provare diversi desideri fisici, come la fame e la sete, senza tuttavia poterli soddisfare in alcun modo. Dopo aver speso tutto il tesoro, solcarono i mari per oltre 10 anni in preda alla disperazione, dedicandoli a recuperare ogni singolo pezzo e a restituirlo, come richiedeva il rituale, con il proprio sangue, al fine di rompere la maledizione. La ricerca fu complicata dal fatto che, dopo aver trovato il tesoro, un membro della ciurma, Sputafuoco Bill Turner, essendo rimasto fedele a Jack, fu, per ordine di Barbossa, legato ad un cannone e gettato in mare. Tuttavia, sapendo che questo sarebbe stato il suo destino, Sputafuoco aveva spedito preventivamente il medaglione a suo figlio, a cui venne successivamente sottratto dalla giovane Elizabeth Swann, che credeva che tale oggetto potesse essere la prova di appartenenza del ragazzo alla pirateria.

### La maledizione della prima luna
Nel primo film, Barbossa è ancora il capitano della Perla Nera, la nave che Jack Sparrow intende recuperare. È accompagnato da una scimmia, anch'essa non-morta come il resto dell'equipaggio, che ha battezzato "Jack" in spregio del suo ex-capitano.
All'inizio della storia, Barbossa saccheggia la città di Port Royal per recuperare l'ultimo medaglione d'oro del tesoro maledetto di Cortés. Rapisce così Elizabeth Swann, figlia del governatore della città, poiché quest'ultima possiede il pezzo d'oro da loro ricercato utile per spezzare la maledizione che li affligge. Perciò la ragazza chiede il "parley" e, nel panico, si presenta come Elizabeth Turner. Barbossa, convinto che sia la figlia di Sputafuoco Bill Turner, si rifiuta di lasciarla andare e la porta all'interno della grotta dell'Isla de Muerta per poterle prelevare del sangue e spezzare finalmente la maledizione. Tuttavia ben presto i pirati si rendono conto che la ragazza non ha il sangue giusto e iniziano a litigare. Nel frattempo, anche il giovane Will Turner, alleatosi con Jack Sparrow per salvare la fanciulla, arriva sull'isola e, approfittando della confusione generale, fugge con la ragazza e il medaglione. Barbossa tuttavia cattura Jack e, scioccato di rivederlo dopo così tanti anni ancora vivo, ordina alla ciurma di ucciderlo. Ciò nonostante Sparrow riesce a persuadere Barbossa a risparmiargli la vita e a permettergli di condurlo dall'unico discendente di Sputafuoco. Dunque, dopo aver distrutto in una violenta battaglia navale il vascello su cui si erano rifugiati Will ed Elizabeth, Hector, con una subdola mossa, abbandona Jack insieme alla ragazza sulla stessa isola dove già una volta aveva lasciato il rivale, tornando invece con il giovane fabbro sull'Isla de Muerta per spezzare la maledizione. Tuttavia Sparrow, dopo essere fuggito anche per questa seconda volta dall'isola deserta, raggira Barbossa con un sofisticato piano e lo combatte in un duello all'ultimo sangue, destinato a durare fino a quando Will, dopo aver recuperato il medaglione, spezza la maledizione e Barbossa, colpito da un colpo di pistola poco prima, cade a terra, finalmente ucciso dal rivale.

### La maledizione del forziere fantasma
Nel secondo film, Barbossa appare in un cameo nella scena finale della pellicola dopo essere stato resuscitato da Tia Dalma per comandare la spedizione ai confini del mondo che partirà alla ricerca di Sparrow, inghiottito nel frattempo dal mostruoso Kraken di Davy Jones.

### Ai confini del mondo
Nel terzo film, l'ex nemico Barbossa si reca a Singapore accompagnato dalla vecchia ciurma di Jack e dai pirati Will Turner, Elizabeth Swann e Joshamee Gibbs, nella speranza di ottenere una nave, un equipaggio e le carte nautiche di Sao Feng, il famigerato pirata nobile del Mar Cinese Orientale. Tuttavia, nel corso delle trattative, irrompe la Compagnia inglese delle Indie Orientali, portando alla nascita di un acceso scontro fra la fazione dei pirati e quella dei soldati britannici. Grazie a Will, che servendosi delle minacce riesce a stringere un patto con Sao Feng, Hector ottiene finalmente ciò che desiderava: una nave, una ciurma e le carte. Ora Barbossa è a capo della spedizione ai confini del mondo per salvare il capitano Jack Sparrow dallo Scrigno di Davy Jones insieme alla nave di cui si è sempre considerato il legittimo proprietario: la Perla Nera. Barbossa intende riunire tutti i membri del Consiglio della Fratellanza, tra cui Jack, per liberare Calypso, un'antica dea del mare rinchiusa in un corpo umano anni or sono (nientemeno che in quello di Tia Dalma), e quindi combattere contro la ciurma di Davy Jones e la flotta di Lord Cutler Beckett, il quale, nel frattempo, essendosi impadronito del cuore del capitano dell'Olandese Volante, ha acquisito il potere sui mari, mettendo a rischio il futuro della pirateria. Durante la battaglia, Barbossa celebra il matrimonio di Will ed Elizabeth. Alla fine del terzo episodio si ripete un fatto ormai noto a tutti: Barbossa abbandona Jack in un porto partendo con la Perla Nera alla volta della Fonte dell'eterna giovinezza situata al largo di Cuba ma, poco dopo, scoprirà suo malgrado che Jack Sparrow gli ha sottratto la mappa e che, anzi, sembra già aver trovato la rotta giusta senza Barbossa.

### Oltre i confini del mare
Nel quarto film, Barbossa ha perso la Perla Nera e una gamba durante un'agghiacciante battaglia navale. Avendo perduto stima e prestigio tra i pirati, Hector collabora con i britannici e ottiene il perdono del re, divenendo così un fidato corsaro al servizio della corona inglese. Da Re Giorgio II viene dunque incaricato di guidare una spedizione per giungere alla Fonte della giovinezza prima dei rivali spagnoli; per riuscirvi si serve delle istruzioni di Joshamee Gibbs. Barbossa pertanto si mette sulle tracce dello spietato pirata Barbanera che, ricattando Jack Sparrow, si sta recando nel medesimo luogo. Tuttavia Barbossa non sta cercando la Fonte; in un momento in cui le strade sua e di Jack si rincrociano, egli spiega all'eterno rivale-amico che è stato proprio Barbanera a "catturare" la Perla Nera e ad uccidere tutta la sua ciurma mediante un maleficio, per liberarsi del quale Barbossa stesso è stato costretto ad amputarsi la gamba destra. Il suo vero scopo è quindi vendicarsi di Barbanera. Jack decide di aiutare Barbossa e lo conduce in segreto fino alla Fonte, dove ha portato anche Barbanera e la sua ciurma. Ne nasce uno scontro tra la ciurma pirata e l'equipaggio britannico e, in particolare, tra Barbanera e Barbossa; questi, seppur debilitato per via della gamba di legno, riesce infine a colpire a morte Barbanera (distratto dai sopraggiunti soldati spagnoli) con la sua spada avvelenata. Dopo aver vendicato la Perla, Barbossa reclama la spada, la ciurma e la nave di Barbanera, la Queen Anne's Revenge, come pagamento per la sua gamba perduta. Riprese definitivamente le vesti di pirata, Barbossa si avvia verso Tortuga insieme al suo nuovo equipaggio che lo accetta come capitano e che dimostra di apprezzarlo molto più rispetto allo spietato tiranno Barbanera. Inoltre, possedendo ora la spada magica del suo vecchio nemico, Hector ne acquisisce tutti i poteri straordinari, divenendo così uno dei pirati più potenti e temuti dei Caraibi.

### La vendetta di Salazar
Nel quinto film, Barbossa ha raggiunto lo stile di vita che aveva sempre desiderato: è diventato infatti un pirata molto ricco, potente e benestante che si ritrova a controllare una flotta composta da dieci navi, ottenuta grazie alla spada magica di cui era venuto in possesso dopo la sconfitta di Barbanera. Quando il terrificante capitano Armando Salazar riesce a fuggire dal Triangolo del Diavolo, tuttavia, attacca e affonda alcune delle navi di Barbossa, il quale, per evitare che i suoi affari vadano in rovina, decide di imbarcarsi sulla sua nave ammiraglia, la Queen Anne's Revenge, per incontrarlo di persona e proporgli un accordo: Barbossa l'avrebbe condotto da Jack Sparrow e Salazar, in cambio, avrebbe risparmiato la sua flotta. Tuttavia Barbossa ha intenzioni ben diverse: quando si ricongiunge con Jack decide infatti di schierarsi dalla sua parte per sconfiggere una volta per tutte lo spietato e vendicativo capitano spagnolo. Dunque, utilizzando la spada di Barbanera, libera finalmente la Perla Nera, intrappolata ormai da cinque anni nella bottiglia, della quale diventa nuovamente il capitano, legando Sparrow all'albero maestro. A bordo della nave si ricongiunge con la sua giovane figlia, Carina Smyth, senza però rivelarle momentaneamente la sua vera identità. Partecipa all'operazione di salvataggio di Jack, Henry e Carina dal fondo dell'oceano, luogo in cui era ubicato il leggendario Tridente di Poseidone, e, per evitare che Salazar faccia precipitare sua figlia dall'ancora alla quale sono appesi, Hector si sacrifica lanciandosi sul terribile nemico trafiggendolo con la spada, ormai tornato umano, facendolo cadere nelle profondità dell'oceano e salvando così il suo unico "tesoro". Giacché prima di sacrificarsi Barbossa aveva rivelato a Carina di essere suo padre e di amarla profondamente, la figlia prende il suo cognome, orgogliosa del genitore ormai defunto.

## Altre apparizioni
Barbossa è presente nei videogiochi Kingdom Hearts nel mondo di Port Royal e dei Caraibi: nel secondo è apparso come antagonista e come boss, nel terzo invece è un alleato.
Barbossa è visibile nella terza missione di "Vita da pirata", aggiornamento del videogioco Sea of Thieves.

## Accoglienza
Fandango lo ha inserito al quarto posto nella lista dei "più nefasti cattivi Disney live-action", dopo il giudice Morton, il Capitano Nemo e il Dr. Hans Reinhardt.

## Filmografia
- La maledizione della prima luna, regia di Gore Verbinski (2003)
- Pirati dei Caraibi - La maledizione del forziere fantasma, regia di Gore Verbinski (2006)
- Pirati dei Caraibi - Ai confini del mondo, regia di Gore Verbinski (2007)
- Pirati dei Caraibi - Oltre i confini del mare, regia di Rob Marshall (2011)
- Pirati dei Caraibi - La vendetta di Salazar, regia di Joachim Rønning e Espen Sandberg (2017)